# SUPER EUROBEAT presents InitialD D Selection
SUPER EUROBEAT presents InitialD D Selection（スーパー・ユーロビート・プレゼンツ・イニシャルディー・ディーセレクション）とは、エイベックスから発売されているSUPER EUROBEATシリーズのうち、テレビアニメ「頭文字D」のアニメの挿入歌として起用された曲を集めたコンピレーション・アルバムである。
これとは別に、ゲーム「頭文字D Special Stage」・「頭文字D ARCADE STAGE 4」のオリジナル・サウンドトラックもSEBプレゼンツとして発売されている他、後継作「MFゴースト」のアルバムも同様にSEBプレゼンツとして発売される予定。

## ディスコグラフィー

### First Stage
1. Initial D D Selection（発売日：1998年7月29日）
2. Initial D D Selection 2（発売日：1998年10月28日）
3. Initial D D Selection 3（発売日：1999年1月1日）
4. Initial D D NON-STOP MEGA MIX（発売日：1999年3月10日）※初回限定版は特典CDがついている。

### Second Stage
1. Initial D Second Stage D Selection 1（発売日：1999年12月1日）
2. Initial D Second Stage D NON STOP SELECTION （発売日：2000年2月9日）

### Third Stage
1. INITIAL D THE MOVIE OF SUPER EUROBEAT（発売日：2001年1月17日）

劇中に使用されなかったCRAZY NIGHT / BOYS BANDは上記アルバムに収録されている。一方代わりに劇中で使用されたKISS ME GOODBYE / MICHAEL BEATは、2001年2月7日発売の「INITIAL D THE MOVIE ORIGINAL SOUNDTRACKS」に収録されている。

### Battle Stage
- INITIAL D BATTLE STAGE（発売日 2002年5月15日)
- INITIAL D BATTLE STAGE 2（発売日：2007年9月5日）
- INITIAL D BATTLE STAGE 3（2021年3月5日[1]）

※DVD BOXの「INITIAL D BATTLE STAGE SPECIAL BOX」には、BATTLE STAGEシリーズで使用されたSEBがノンストップミックスされた特典CDが付く。

### Special Stage（家庭用ゲーム）
- INITIAL D Special Stage ORIGINAL SOUND TRACKS（発売日：2003年6月25日）
- INITIAL D Special Stage NON-STOP MEGA MIX(発売日：2008年1月23日)

### Fourth Stage
1. INITIAL D Fourth Stage D SELECTION +（発売日：2004年11月17日）
2. INITIAL D Fourth Stage D SELECTION 2（発売日：2005年9月28日）
3. INITIAL D Fourth Stage NON-STOP SELECTION（発売日：2006年1月25日）
4. INITIAL D Fourth Stage D SELECTION 3（発売日：2006年9月27日）
5. INITIAL D Fourth Stage SUPEREURO-BEST（発売日：2007年1月26日）
6. INITIAL D Fourth Stage NON-STOP MEGA MIX with BATTLE DIGEST（発売日：2007年2月28日）

### Fifth Stage
1. INITIAL D Fifth Stage D SELECTION（発売日：2013年2月8日）[2]
2. INITIAL D Fifth Stage NON-STOP D SELECTION（発売日：2013年3月8日）
3. INITIAL D Fifth Stage D SELECTION VOL. 2（発売日：2013年6月14日）
4. INITIAL D Fifth Stage NON-STOP D SELECTION VOL. 2（発売日：2013年7月12日）

### Final Stage
- INITIAL D FINAL D SELECTION（発売日 2014年7月11日)

### ARCADE STAGE （アーケードゲーム）
- INITIAL D ARCADE STAGE 4 original soundtracks（発売日：2007年6月27日）
- INITIAL D ARCADE STAGE 5 original soundtracks（発売日：2009年3月4日）

### Dream Collection
- INITIAL D Dream Collection（発売日：2019年1月11日）
  - INITIAL D Dream Collection ～Extended Version～（発売日：2019年2月20日） - 配信のみ
- INITIAL D Dream Collection Vol. 2（発売日：2019年11月20日）
- INITIAL D Dream Collection Vol. 3（発売日：2020年1月8日）
- INITIAL D Dream Collection Vol. 4（発売日：2020年9月16日[3]）
- INITIAL D Dream Collection Vol. 5（発売日：2021年1月8日[3]）
- INITIAL D THE BEST OF DREAM COLLECTION（発売日：2022年1月7日）

ディスク2枚組。無印（初代）はDisc1・2共にノンストップで、エクステンデッドは後日別のアルバムとして発売。2以降はDisc1がノンストップ、Disc2がエクステンデッドという構成となっている。

### MFゴースト
- MFゴースト New Collection（発売日：2024年2月28日予定）[4]

### その他
- INITIAL D D BEST SELECTION（発売日：2000年3月8日）
- INITIAL D MILLENNIUM BOX（発売日：2000年9月27日）
- INITIAL D SUPER EURO-BEST（発売日：2000年11月22日）
Second Stageの終盤2話で使用されたSEBは、このアルバムに収録されている。
- INITIAL D BEST SONG COLLECTION 1998-2004（発売日：2005年3月9日）
- INITIAL D ABSOLUTE ALBUM feat.TAKUMI FUJIWARA（発売日：2006年3月23日）
- INITIAL D ABSOLUTE ALBUM feat. KEISUKE TAKAHASHI（発売日：2006年11月29日）
- INITIAL D NON-STOP MIX from TAKUMI-selection（発売日：2007年1月31日）
- INITIAL D NON-STOP MIX from KEISUKE-selection（発売日：2007年1月31日）
- INITIAL D WORLD HITS SELECTION（発売日：2020年7月1日） - 1から5までの5バージョンが存在。配信のみ。
- INITIAL D Legend D Selection（発売日：2023年8月25日）
- INITIAL D Legend D Selection Vol. 2（発売日：2024年10月30日）
- INITIAL D BEST SONG COLLECTION 1998-2014（発売日：2024年11月27日）